# Cừu Acıpayam
Cừu Acıpayam là một giống cừu thuần hóa có nguồn gốc từ Denizli, một thành phố ở vùng Aegean của Thổ Nhĩ Kỳ. Cừu Acıpayam là một giống cừu dùng cho hai mục đích (lấy lông và thịt). Chúng là sự kết hợp của các giống cừu Awassi, cừu Ost Fries và cừu Daglic.

## Đặc điểm
Cừu Acıpayam có trọng lượng trung bình 54,6 kg. Cả cừu đực và cừu cái của giống này đều có lông trắng và thô.

## Sản xuất
Cừu Acıpayam cái có sản lượng sữa trung bình hàng ngày là 906,2g, với thời gian cho con bú của cừu cái là 199 ngày. Cừu Acıpayam có tốc độ tăng trưởng trung bình là 83,77g / ngày. Tuy nhiên, có sự khác biệt lớn về đặc điểm sản xuất sữa và lông giữa các cá thể cừu khác nhau. Cừu Acıpayam sản xuất ra 34,7 micron lông và cho trung bình 3,1 kg lông cừu nhờn. Lông của giống cừu Acıpayam là phù hợp nhất để làm thảm.

## Phát triển
Cừu Acıpayam được phát triển vào những năm 1990 tại Denizli, một thành phố ở vùng Aegean của Thổ Nhĩ Kỳ, trong nỗ lực cải thiện đặc điểm sản xuất của các giống cừu địa phương. Các giống cừu Awassi và Daglic được chọn cho khả năng chịu được điều kiện tự nhiên của địa phương, và cừu Ost Fries được chọn vì năng suất sữa của giống này. Sự đóng góp gene di truyền từ mỗi giống này là 50% Awassi, 25% Ost Fries và 25% Daglic.